# Españolito (poema)
Españolito es un poema de Antonio Machado, el LIII perteneciente a su obra «Proverbios y cantares» (Campos de Castilla), sobre el tema de las dos Españas, musicado por Joan Manuel Serrat. Es muy citado y parafraseado (como en Telespañolito de Joaquín Sabina). El poema es el siguiente:
Ya hay un español que quiere
vivir y a vivir empieza,
entre una España que muere
y otra España que bosteza.

Españolito que vienes
al mundo te guarde Dios.
Una de las dos Españas
ha de helarte el corazón.